# 神原英樹
神原 英樹（かんばら　ひでき、1977年 - ）は秋田県横手市出身の俳優、スタントマン、アクション監督、映像ディレクター。

## 来歴・人物
アマチュアビリヤードリーグJPA(Japan poolplayers Association)に2007年2月〜数々のトーナメントを勝ち抜き、2008年6月に開催された「APA National Team Champion Ship」にて日本代表として世界大会出場。
2008年までゼロス（アクションチーム）に所属していた。
2023現在、個人でCM・PVなどプロデュース、演出、撮影、編集も手掛ける。

## 芸歴
- 2004年　北村龍平監督『THE ULTIMATE VERSUS −アルティメット・ヴァーサス』スタント・出演
- 2004年　TBSテレビ　『ビー・バップ・ハイスクール』スタント・出演
- 2004年　北村龍平監督　主演・櫻井敦司『LONGINUS』アクション監督
- 2005年　min.Jam　北村龍平監修『山手線デスゲーム』アクション監督、出演（酔拳使いサラリーマン役）、スタント
- 2005年　東宝映画『ゴジラ FINAL WARS』出演
- 2005年　TBS　『ビー・バップ・ハイスクール2』スタント・出演
- 2005年　TBS　『タイガー&ドラゴン』スタント
- 2005年　TBS 『ブラザー☆ビート』スタント
- 2006年　TBS 50周年記念ドラマ『里見八犬伝』スタント、出演
- 2006年　海外先行公開　『デス・トランス（DEATH TRANCE）』スタント、出演、武器デザイン
- 2006年　フジTV 『P-kan バディー!』出演（インストラクター役）
- 2007年　映画『魁!!男塾』出演、スタント、主人公スタント吹き替え
- 2007年　映画『グロリアン』スタント
- 2007年　TBS『ジョシデカ!-女子刑事-』スタント
- 2007年　日本映画学校　アクション臨時講師
- 2008年　映画『鎧 サムライゾンビ』出演[1]（棍棒武者役）
- 2008年　映画『東京残酷警察 』スタント[1]
- 2015年　ミュージックビデオ【Oh...silly pain...pain...】主演：庄子智一　　アクション指導
- 2016年　映像プロデューサー・ディレクターとして始動
- 2019年　西川貴教 『Crescent Cutlass』Music Video　現場制作&アクションコーディネート＆出演（忍者役）